# Amos Mariani
Amos Mariani (30. březen 1931 Montecatini Terme, Italské království – 20. únor 2007 Montecatini Terme, Itálie) byl italský fotbalový útočník a trenér.

## Kariéra
V pouhých 17 letech debutoval druholigovém Empoli v roce 1948. Po jedné vydařené sezoně byl koupen Juventusem, za který nastoupil do jednoho zápasu. I tak s nimi získal svůj první titul (1949/50). Pak byl prodán do Atalanty, o rok později do Udinese a v roce 1952 už hrál za Fiorentina, kde strávil tři roky. Nejlepší fotbalové roky měl v dresu Milána. Zde vyhrál svůj druhý titul (1956/57) a zahrál si ve finále o pohár PMEZ 1957/58 ve kterém prohráli s Realem. V roce 1958 odešel do Padovy a přes Lazio se v roce 1961 dostal do Neapole, kde vyhrál Italský pohár 1961/62. V roce 1963 ukončil kariéru.
Za reprezentaci odehrál první utkání proti USA (8:0) na OH 1952, kde vstřelil i branku. Poslední utkání odehrál 1. listopadu 1959 proti Československu.
Po fotbalové kariéře se stal trenérem, ale žádných velkých úspěchů nedosáhl.

## Statistika

### Klubová
| Sezóna               | Klub                 | Liga                 | Liga   | Liga | Ligové poháry | Ligové poháry | Ligové poháry | Kontinentální poháry | Kontinentální poháry | Kontinentální poháry | Celkem | Celkem |
| Sezóna               | Klub                 | Soutěž               | Zápasy | Góly | Soutěž        | Zápasy        | Góly          | Soutěž               | Zápasy               | Góly                 | Zápasy | Góly   |
| -------------------- | -------------------- | -------------------- | ------ | ---- | ------------- | ------------- | ------------- | -------------------- | -------------------- | -------------------- | ------ | ------ |
| 1948/49              | Empoli               | Serie B              | 20     | 1    | -             | 0             | 0             | -                    | 0                    | 0                    | 20     | 1      |
| 1949/50              | Juventus             | Serie A              | 1      | 0    | -             | 0             | 0             | -                    | 0                    | 0                    | 1      | 0      |
| 1950/51              | Atalanta             | Serie A              | 26     | 3    | -             | 0             | 0             | -                    | 0                    | 0                    | 26     | 3      |
| 1951/52              | Udinese              | Serie A              | 31     | 1    | -             | 0             | 0             | -                    | 0                    | 0                    | 31     | 1      |
| 1952/53              | Fiorentina           | Serie A              | 21     | 6    | -             | 0             | 0             | -                    | 0                    | 0                    | 21     | 6      |
| 1953/54              | Fiorentina           | Serie A              | 34     | 3    | -             | 0             | 0             | -                    | 0                    | 0                    | 34     | 3      |
| 1954/55              | Fiorentina           | Serie A              | 30     | 6    | -             | 0             | 0             | -                    | 0                    | 0                    | 30     | 6      |
| Celkem za Fiorentinu | Celkem za Fiorentinu | Celkem za Fiorentinu | 85     | 15   | -             | 0             | 0             | -                    | 0                    | 0                    | 85     | 15     |
| 1955/56              | Milán                | Serie A              | 25     | 5    | -             | 0             | 0             | PMEZ                 | 3                    | 1                    | 28     | 6      |
| 1956/57              | Milán                | Serie A              | 30     | 2    | -             | 0             | 0             | -                    | 0                    | 0                    | 30     | 2      |
| 1957/58              | Milán                | Serie A              | 26     | 7    | IP            | 3             | 0             | PMEZ                 | 6                    | 1                    | 35     | 8      |
| Celkem za Milán      | Celkem za Milán      | Celkem za Milán      | 81     | 14   | -             | 3             | 0             | -                    | 9                    | 2                    | 93     | 16     |
| 1958/59              | Padova               | Serie A              | 31     | 9    | IP            | 2             | 1             | -                    | 0                    | 0                    | 33     | 10     |
| 1959/60              | Lazio                | Serie A              | 20     | 0    | -             | 0             | 0             | PMEZ                 | 0                    | 0                    | 20     | 0      |
| 1960/61              | Lazio                | Serie A              | 24     | 2    | IP            | 3             | 0             | -                    | 0                    | 0                    | 27     | 2      |
| Celkem za Lazio      | Celkem za Lazio      | Celkem za Lazio      | 44     | 2    | -             | 3             | 0             | -                    | 0                    | 0                    | 47     | 2      |
| 1961/62              | Neapol               | Serie B              | 18     | 4    | IP            | 1             | 0             | Vel.P                | 0                    | 0                    | 19     | 4      |
| 1962/63              | Neapol               | Serie A              | 11     | 2    | IP            | 0             | 0             | PVP                  | 9                    | 2                    | 20     | 4      |
| Celkem za Neapol     | Celkem za Neapol     | Celkem za Neapol     | 29     | 6    | -             | 1             | 0             | -                    | 9                    | 2                    | 39     | 8      |
| Celkově              | Celkově              | Celkově              | 362    | 51   | -             | 9             | 1             | -                    | 18                   | 4                    | 379    | 56     |

### Reprezentační

#### Statistika na velkých turnajích
| Reprezentace | Rok     | Zápasy       | Zápasy | Zápasy   | Zápasy           | Zápasy           | Zápasy   |
| Reprezentace | Rok     | Fáze turnaje | Datum  | Soupeř   | Odehraných minut | Vstřelené branky | Výsledek |
| ------------ | ------- | ------------ | ------ | -------- | ---------------- | ---------------- | -------- |
| Itálie       | OH 1952 | Předkolo     | 16. 7. | USA      | 90               | 1                | 8:0      |
| Itálie       | OH 1952 | 1. kolo      | 21. 7. | Maďarsko | 90               | 0                | 0:3      |

#### Reprezentační branky
| Gól | Datum       | Stadion                          | Soupeř | Skóre | Výsledek | Soutěž             |
| --- | ----------- | -------------------------------- | ------ | ----- | -------- | ------------------ |
| 010 | 16. 7. 1952 | Ratinan Stadion, Tampere, Finsko | USA    | 0:8   | 0:8      | OH 1952 – předkolo |
| 020 | 6. 5. 1959  | Wembley Stadium, Londýn, Anglie  | Anglie | 2:2   | 2:2      | Přátelské utkání   |

## Úspěchy

### Klubové

#### Národní
- vítěz italské ligy (2x)

Juventus: 1949/50

Milán: 1956/57
- vítěz italského poháru (1x)

Neapol: 1961/62

#### Kontinentální
- vítěz latinského poháru (1x)

Milán: 1956

### Reprezentační
- 1× na MP (1955–1960)
- 1x na OH (1952)